# 富都商貿大廈
23°07′35″N 113°15′24″E / 23.1263°N 113.2567°E
富都商貿大廈是中國一棟爛尾建築，位於廣東省廣州市越秀區解放中路421-459號。設計為1棟27層綜合樓，設地下室3層，裙樓5層，建築面積為45786平方米，首至五層裙樓為商業區，六層以上為辦公區。由廣州市富都房地產開發有限公司於1995年開發，2000年因資金問題爛尾。2002年裙樓被開發為新陶街電器城，2014年關停。同年，富都商贸大厦被司法拍卖，由广州润华实业投资有限公司以2.4亿人民币买下。2023年5月，富都商贸大厦商务楼已取得预售证，预计以“明月豪庭”的名字开盘。

## 历史沿革
1995年，廣州市富都房地產開發有限公司向相關部門報備，開始建設富都商貿大廈。原設計為1棟27層綜合樓，設地下室3層，裙樓5層，建築面積為45786平方米，首至五層裙樓為商業用途，六層以上為辦公用途。1999年，由於亞洲金融風暴，富都公司出現財務問題，將富都商貿大廈的部分商舖、辦公樓抵債。2000年，由於資金問題，富都商貿大廈停工。
为了抵消项目的装修款项，2002年12月，廣州市中宏市場管理有限公司承租富都商貿大廈五至負三層並開始經營。其中大廈地下二、三層為停車場庫，負一層為倉庫、商場、停車場，首至四層為商場，五層為辦公室，而六層以上則空置。商場命名為“新陶街電器城”。2004年，中宏公司與富宇公司商定，將應付給富都公司的租金用作抵消該公司對大廈進行的裝修的9000萬元人民幣的投資。
由於其鄰近陶街，新陶街電器城售賣二手電子產品的商舖紅火，其不到10平方米的商舖月租金就要1.5萬人民幣左右。和陶街商圈的大部分商家一樣，新陶街電器城的商家大多售賣新舊電器及配件，亦有售賣軍事藏品、黑膠唱片、音響設備及通訊設備。
2013年廣州建業大廈火災後，廣州市人民政府展開了對爛尾樓的火災隱患整治工作。2014年3月，新陶街電器城的租戶被勒令退場。同年6月，新陶街電器城撤場。富都商貿大廈後被磚牆圍蔽。
2014年，因富都地产始终未向相关银行交楼并办理房产证，项目进行司法拍卖，由广州润华实业投资有限公司以2.4亿人民币买下。但原开发商始终不愿腾退，润华实业不断向法院提起诉讼。2017年，广东省广州市中级人民法院终审判决原开发商尽快腾退物业，将所有权、开发权归还润华实业。2023年5月，广州市住房和城乡建设局公告富都商贸大厦商务楼已取得预售证。市场消息表示，上述项目预计将于同年6月中旬开盘，且项目名称更改为“明月豪庭”。

## 爭議

### 業主租金爭議
2002年，富都公司將部分商舖作為建築公司的費用轉讓給建築公司。但新陶街電器城開業後，業主的商舖被出租。業主向公司追討租金，卻被公司以建築未竣工為由拒絕支付租金。2014年，新陶街電器城租戶和其管理方簽訂一至兩年不同時長的合同並繳納租金。租戶在3月接到退場通知，並在6月被要求退場。租戶向管理方追討剩餘租金，管理方拒絕退還剩餘租金。

### 外觀改造爭議
2008年，為配合廣州亞運會整治市容，富都商貿大廈外表被包裹上仿真樓宇噴繪畫，並加設LED燈。此工程於2009年完工，據負責人稱耗費300萬人民幣。
香港東方日報稱此工程為“遮醜”。

### 火災隱患爭議
富都商貿大廈因為爛尾，並未完成消防驗收。其裙樓即新陶街電器城未經公安機關消防機構驗收擅自投入使用，並佔用防火間距及消防車道、未設置火災自動報警系統、擅自增設敞開樓梯改變平面佈局、天花使用可燃或難燃材料裝修、消防設施缺乏維護保養、電線老化且亂拉亂接。2013年5月，疑因電池起火，新陶街電器城3間被燒毀。在建業大廈火災之後，市政府對爛尾樓消防安全問題引起重視，不符合消防標準的新陶街電器城於2014年6月被關停。